# 泉州公共自行车
泉州公共自行车是中國大陆福建省泉州市的公共自行车系统，2016年由泉州微笑自行车有限公司负责系统建置运营，2022年6月改由泉州交发智慧出行服务有限公司接手运营。该系统分三期建设，总投放13,120辆自行车。一期建设43个站点，投放1,500辆。二期建设157个站点，投放7,500辆。三期建设剩余的210个站点，投放4,120辆。该系统一期已于2016年6月30日起投入使用。到2018年4月，泉州公共自行车已经有851个站点，其中位于泉州中心市区的鲤城区、丰泽区、洛江区共有580个站点。

## 建设与运营历程

### 规划建设
- 2011年，泉州市组织编制了《泉州市慢行系统规划研究》研究报告，初定在在中心组团、东海组团、城东双阳组团、北峰丰州组团、江南组团、晋江滨江商务区等城市建成区范围内设立196处自行车租赁点。[2]
- 2014年5月7日，受泉州市人民政府的委托，由市政公用局牵头到杭州、福州等城市的公共自行车系统进行参访，学习参考如何建设泉州公共自行车[3]
- 2014年9月，泉州市公用事业局向泉州市政府提交《泉州公共自行车系统建设总体规划与近期实施方案》[4]
- 2015年1月16日，泉州市人民政府率团赴台湾考察巨大集团YouBike微笑单车公共自行车系统建设[5]
- 2015年12月29日，泉州市市政工程管理处委托福建省机电设备招标公司，公开招标泉州公共自行车特许经营权项目[6]
- 2016年1月28日，泉州市中心城区公共自行车项目建设领导小组成立[7]
- 2016年2月5日，由捷安特（昆山）有限公司获得泉州公共自行车特许经营权[8]

- 2016年3月7日，泉州微笑自行车有限公司成立。[9]
- 2016年3月29日，泉州微笑自行车有限公司与泉州市市政工程管理处正式签署《泉州市中心城区公共自行车项目特性经营协议》[10]
- 2016年4月21日，丰泽区，乃至泉州市区的首个公共自行车租赁点，宝洲花园站动工。同日，坪山路南段站[11]、碧水湾站亦于本日动工兴建
- 2016年5月6日，鲤城区第一个公共自行车租赁点，芳草园站动工。次日，新门菜市、新门街头站动工

### 正式启用
- 2016年6月30日，泉州市政公用事业局与泉州微笑自行车有限公司于中山公园举行泉州公共自行车启用仪式，正式宣告泉州公共自行车一期50个站点投入使用[12]

- 2016年7月8日，因“尼伯特”台风的影响，该日22:00起，所有站点停止运营1日，7月10日恢复运营[13]，同日，一女子在驾驶一部轿车途径南俊路时，因操作失当撞向Youbike观东巷站，造成5部自行车、2根停车柱受损[14]
- 2016年7月21日，市政工程管理处开始整改因建设站点所占用的盲道，将盲道外移至停车处以外的区域[15]
- 2016年7月22日，泉州Youbike安卓APP客户端上线[16]
- 2016年7月28日，丰泽新村、丰泽交警大队（晚报社）、刺桐公园南门、百脑汇站启用运营[17]
- 2016年8月4日，泉州Youbike租借人次突破20万人次[18]
- 2016年8月5日，公交大厦Youbike服务窗口启用
- 2016年8月15日，泉州Youbike租借人次突破30万人次[19]
- 2016年8月23日，泉州Youbike租借人次突破40万人次
- 2016年8月24日，三轮车骑手刘某，先后于Youbike 丰泽交警大队站、海峡银行站使用剪刀连续扎破17部自行车车胎。当日下午5时，此人于开元寺被泉秀派出所抓获。但因此人出示精神病证明，无法逮捕，只能由其家人领回[20][21]
- 2016年8月27日，一女子将Youbike自行车停放于开元寺门口时，遭到偷窃。该女子向Youbike服务中心及开元派出所报案。当日15时，服务中心接获民众线索，发现偷窃者为24日破坏自行车胎的刘某。随即，服务中心与金龙派出所前往江南花园小区逮捕该人并追回被盗车辆。[22]
- 2016年9月24日，泉州Youbike租借人次突破100万人次
- 2016年10月17日，微信小程序租車功能開通
- 2016年12月10日，由Youbike营运的安溪县公共自行车正式启用，当日启用30个站点投放1000辆自行车。这也是Youbike进军泉州的第二站。[23]
- 2016年12月17日，泉州Youbike租借人次突破500万人次
- 2017年2月11日，因元宵节花灯展出布控的需要，新门街及其附近区域实行交通管制，致使当日全市Youbike使用者大幅增加。当日，泉州Youbike单日骑乘人次突破20万人次。为自2016年6月30日开业以来的最高骑乘人次数。
- 2017年3月4日，泉州Youbike租借人次突破1000万人次[24]
- 2017年12月，Youbike主管单位由市公用事业局移交给交通发展集团，监管职能由公用事业局工程处移交至泉州公交集团。
- 2018年8月24日，Youbike启用银联靠卡租车，为全国首例可使用银联卡租车的公共自行车系统。当日，泉州Youbike骑乘数突破5400万人次[25]
- 2022年3月28日，受疫情防控影响，泉州市鲤城区、丰泽区、江南新区、洛江区、泉港区、台商区、泉州开发区等区域内共计916个Youbike站点暂停借还车等服务，恢复时间待定。安溪区域则不受影响。[26]
- 2022年4月18日起，泉州公共自行车全面恢复运营，台商投资区自行车于4月19日恢复运营。[27]

### 泉州交发集团运营
- 2022年6月30日，泉州微笑自行車公司特许經營權到期，改由泉州交发智慧出行服务有限公司接收營運，所属职工亦全部转入交发智慧出行公司管理。[28]
- 2023年1月5日，小橙出行公共电单车于东海片区投入运营。[29]
- 2023年3月30日，小橙出行运营范围扩大至鲤城区（古城片区）及丰泽区全境[30]

## 发展
- 2016年，Youbike已进驻安溪县，成为安溪公共自行车运营商，并采用与市区相同的支付方式、标准、卡式[31][32]。
- 2017年6月1日，Youbike进驻泉港区、泉州台商投资区、泉州开发区，成为上述区域的公共自行车运营商[33]。

## 租赁方式

### 注册
泉州公共自行车提供如下会员注册、开卡方式
- 持泉通卡、福路通·泉通卡到泉州市政务服务中心大厅注册
- 持上述卡片至Youbike中山公园、安溪、海峡体育中心、清濛、台投区行政服务中心、泉港服务中心注册
- 官网、泉州公共自行车手机APP、交发智慧出行微信公众号

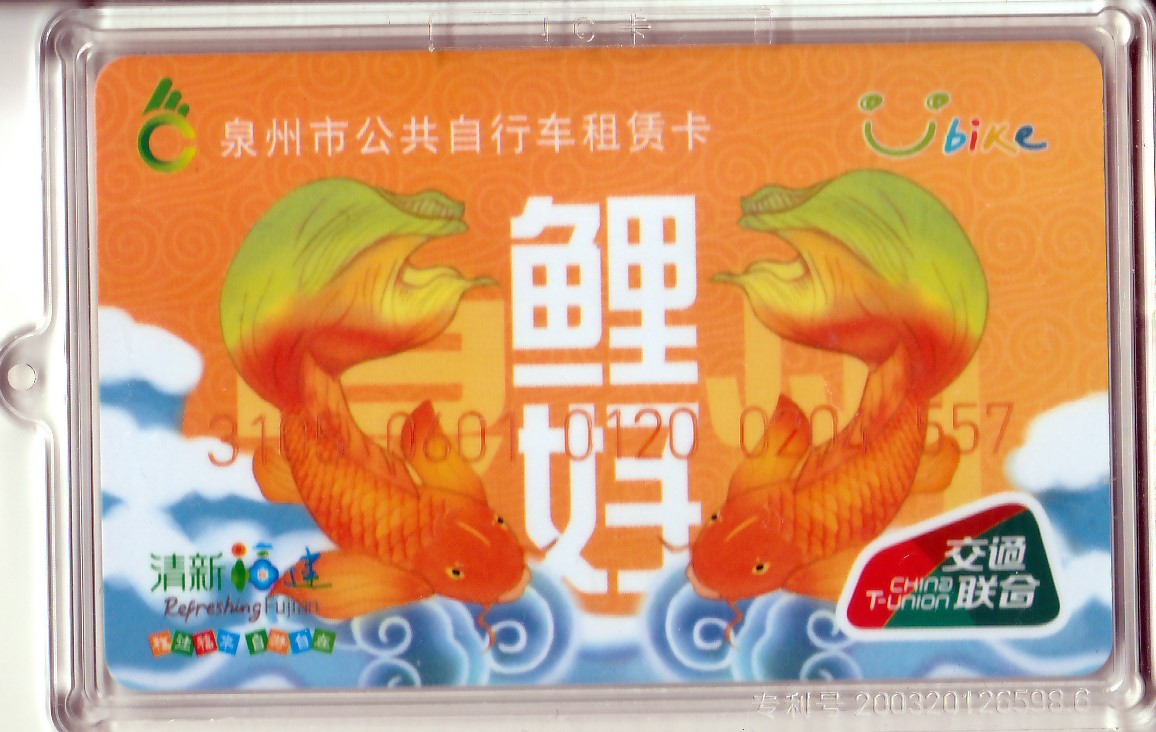
由原微笑自行车公司发行的泉州市公共自行车租赁卡，适用范围同福路通·泉通卡，可另行开通交通联合一卡通功能

- 租赁站点自助服务机Kiosk由原微笑自行车公司发行的泉州市公共自行车租赁卡，适用范围同福路通·泉通卡，可另行开通交通联合一卡通功能

### 支付
泉州公共自行车提供以下几种支付方式
- 泉通卡
- 微信支付
- 泉城通APP[35]

其中：
- 使用泉通卡及福路通·泉通卡的支付方式：无泉通卡的使用者，需要到公交大厦、合作便利店等泉通卡售卖网点购买泉通卡后，前往中山公园、公交大厦服务中心或登录运营方的官网、手机APP、各个租赁点自助服务机，进行实名注册登记及押金支付。而已持有泉通卡的市民，可直接通过以上方式直接注册，不需要再购买新的泉通卡。
- 使用微信的支付方式：通过微信账号注册会员后，只需扫二维码便可进行租车，使用微信钱包或微信捆绑银行卡进行费用支付

### 收费
- 使用者无论使用上述何种方式，均无需支付押金[36][37]
- 使用时的收费价格见下表

| 时长             | <1h | 1h-2h | 2h-3h | >3h             | 每日     |
| ---------------- | --- | ----- | ----- | --------------- | -------- |
| 费用（人民币元） | 0   | 1     | 2     | 3（按小时收费） | 60元封顶 |

### 借还
- 只要将租车卡放在存有公共自行车的停车柱感应区上直接刷卡，停车柱界面和语音皆会提示是否租车成功，这时要在规定时间内将车拉出方可成功取车
- 公共自行车租赁时间由系统开始自动计时。当市民要将自行车归还时，只需将公共自行车推入停车柱，这时停车柱界面及语音皆会提示是否还车成功
- 若当前站点车辆已停满或无剩余车辆，请前往其它有空余停车柱的站点进行租借车

### 提示
- 按照《中华人民共和国道路交通安全法》的有关规定，泉州公共自行车租借者的年龄需大于12岁，同时，租借者最高年龄亦不超过65岁
- 若租用人故意不还车，一经查明将会被拉入使用公共自行车的黑名单
- 若因违章骑行被相关部门处罚且拒绝处理的也会被纳入信用黑名单
- 若发生车辆遗失，需在24小时内凭租车卡、身份证等前往公共自行车公司挂失，并赔偿相应的车辆款项

## 相关图片
- 单车侧面
- 车辆座椅
- 锁车柱
- 尾部车灯
- 夜行车灯
- 临时停车钥匙
- Youbike 新门菜市场站
- Youbike 调度车

## 租赁站点

### 一期

#### 一轮站点
鲤城区
- 鲤城大酒店(20个车位)
- 鲤城区政府(38个车位)
- 状元街口(30个车位)
- 学府街口(52个车位)
- 开元寺西门(80个车位)
- 百源路(58个车位)
- 南俊新街C区(36个车位)
- 中山公园(50个车位)
- 新门菜市(32个车位)
- 芳草园(64个车位)
- T淘园(58个车位)
- 远建花园(46个车位)
- 文化宫(46个车位)
- 伍堡公园(28个车位)
- 新门街头(36个车位)
- 新华路百汇(50个车位)
- 泉州一院(30个车位)
- 西街小广场(22个车位)
- 石笋公园(52个车位)
- 笋江公园(52个车位)
- 江滨豪园(36个车位)
- 新门旱闸(36个车位)
- 观东巷(48个车位)
- 幸福广场(36个车位)
- 鲤城公安分局(30个车位)
- 孟衙巷口(40个车位)
- 新华南路口(46个车位)

丰泽区
- 坪山路南段(36个车位)
- 碧水湾(行政服务中心东侧公交站)(34个车位)
- 宝洲花园(44个车位)
- 行政中心科研楼A栋西门(46个车位)
- 行政中心科研楼C栋西门(46个车位)
- 行政中心科研楼B栋东门(46个车位)
- 行政中心科研楼D栋东门(府东路南段公交站)(46个车位)
- 行政中心市行政中心一(西侧)(74个车位)
- 行政中心市政府大门二(东侧)(74个车位)
- 行政中心中央广场西侧(40个车位)
- 行政中心中央广场东侧(40个车位)
- 行政中心主楼东侧(40个车位)
- 行政中心主楼西侧(52个车位)
- 行政中心会议楼西侧(34个车位)
- 行政中心会议楼东侧(36个车位)

#### 二轮站点
鲤城区
- 凯德广场(54个车位)
- 新华小区(32个车位)
- 九一街百脑汇(24个车位)
- 泉州旧车站（26个车位）
- 朝天门（36个车位）
- 刺桐新村（38个车位）
- 鲤城交警大队(24个车位)
- 龙头山(34个车位)
- 幸福街口(30个车位)
- 打锡街(36个车位)
- 临漳门(32个车位)
- 泉州公路局(38个车位)
- 闽南书院(46个车位)
- 滨江花园城筍江园(36个车位)
- 泉州七中金山校区(50个车位)
- 源和堂1916 (54个车位)
- 县后路(38个车位)
- 北门街(36个车位)
- 鲤城区政府(40个车位)
- 忠堡路口(42个车位)
- 释雅山公园 (60个车位)
- 崇福路(32个车位)
- 东门(30个车位)
- 金鱼巷(30个车位)
- 民权&涂门街口(30个车位)

丰泽区
- 海峡银行(38个车位)
- 美食街口(34个车位)
- 侨联大厦(34个车位)
- 丰泽交警大队(52个车位)
- 泉州农校(36个车位)
- 领show天地 (62个车位)
- 泉州九中(46个车位)
- 丰泽新村(46个车位)
- 云谷村(38个车位)
- 津淮&田安路口(46个车位)
- 丰迎路口(40个车位)
- 前坂新村(36个车位)
- 丰泽区政府(52个车位)
- 电业局大厦(44个车位)
- 丰泽实验小学(38个车位)
- 刺桐公园南门(50个车位)
- 坪山&湖心路口(38个车位)
- 文化局(38个车位)
- 线务局(34个车位)
- 灵山路口(40个车位)
- 千亿商业城(44个车位)
- 凤山社区(38个车位)
- 美桐街(34个车位)
- 海星小区北门(46个车位)
- 海星小区南门(44个车位)
- 丰海&东海大街(36个车位)
- 新城花园（36个车位）
- 西湖豪庭(40个车位)
- 西湖豪庭(40个车位)
- 培元中学(40个车位)
- 西湖公园北门(58个车位)
- 三远花园(46个车位)
- 西郊社区(32个车位)
- 东霞街口(36个车位)
- 溢泉城市花园(36个车位)
- 人民医院(36个车位)
- 冠亚城市花园(40个车位)
- 泉秀&刺桐路口(42个车位)
- 东方金典(36个车位)
- 云谷山兜(40个车位)
- 泉州十中(38个车位)
- 润华国际(34个车位)
- 西湖公园西门(50个车位)
- 西湖公园南门(32个车位)
- 西湖公交停车场(40个车位)
- 建南花园(48个车位)
- 远丰阁(30个车位)
- 水岸假日(40个车位)
- 湖心苑(44个车位)
- 湖心街湖月楼(38个车位)
- 普明村(24个车位)
- 泉州商城
(94个车位，暂为全系统规模最大站)
- 丰泽广场(54个车位)
- 文兴宫(40个车位)
- 滨海公园停车场(54个车位)
- 滨海公园管理处(42个车位)
- 东海湾十二宴(40个车位)
- 宝秀小区(36个车位)
- 中骏天峰(54个车位)
- 坪山洞东侧(38个车位)
- 中骏雍景台(36个车位)
- 中骏世界城公交站(40个车位)
- 火烧桥(40个车位)
- 东霞新村(42个车位)
- 国泰观邸(44个车位)
- 泉州迎宾馆(34个车位)
- 青莲寺(40个车位)
- 海城花苑(34个车位)
- 学府上城(36个车位)
- 中骏西湖一号(42个车位)
- 东方花园城(40个车位)
- 优泰广场(38个车位)
- 旅游集散中心(30个车位)
- 海景国际花园东门(32个车位)
- 水漈村口(34个车位)
- 正骨医院(42个车位)
- 国际星城(40个车位)
- 医高专南门(34个车位)
- 大淮新村(40个车位)
- 省公路一公司(40个车位)
- 东淮花苑(44个车位)
- 柑舍头(32个车位)
- 泉州一中东海校区(46个车位)
- 宝山社区(36个车位)
- 盛世天骄(34个车位)
- 广电大厦(42个车位)
- 宝洲商住楼(40个车位)
- 田淮街(40个车位)
- 丰泽区第三中心小学 (36个车位)
- 国贸凯旋门(34个车位)
- 田庵花苑(44个车位)
- 祥业花园(28个车位)
- 中远名城(46个车位)
- 第一医院城东分院(40个车位)
- 东星小区(32个车位)
- 中骏世界城(44个车位)
- 医高专正门(46个车位)
- 第一医院城东分院东南门(42个车位)
- 东海滨城(40个车位)
- 森林公园(38个车位)
- 泉州电信公司(42个车位)
- 湖心商厦(38个车位)
- 泉州国投大厦(38个车位)
- 人才大厦(40个车位)
- 闽台缘博物馆(54个车位)
- 中骏世界城SOHO(42个车位)
- 埭头(40个车位)
- 亿兴电力(34个车位)
- 东海湾御文阁（46个车位）
- 见龙亭(42个车位)
- 海峡体育馆西门(40个车位)
- 泉州华侨历史博物馆(22个车位)
- 美仙山新华都(38个车位)
- 海峡体育馆东门(46个车位)
- 东湖公园北门(50个车位)
- 迎宾馆员工公寓(28个车位)
- 东湖影院(40个车位)
- 盛世融城(42个车位)
- 聚宝新城(30个车位)
- 刺桐公园北门(34个车位)
- 建材公寓(30个车位)
- 柏景湾(36个车位)
- 宏福路口(38个车位)
- 东海街道办事处(38个车位)
- 医大二院东海院区(40个车位)
- 裕景湾(36个车位)
- 西贤&丰盈路口(38个车位)
- 泉州理工学校(38个车位)
- 千亿山庄(32个车位)
- 清源山(44个车位)
- 育成基地(54个车位)
- 西湖街东段(46个车位)
- 毓才花苑(30个车位)
- 仟禧汇(34个车位)
- 华大北门(36个车位)
- 泉州市中级人民法院(60个车位)
- 南埔(40个车位)
- 麦德龙(34个车位)
- 180医院(44个车位)
- 云谷建材城(44个车位)
- 沉洲花园(34个车位)
- 太古广场(40个车位)
- 水岸假日东门(38个车位)
- 云鹿路口(34个车位)
- 丰泽公安分局(38个车位)
- 喜盈门(46个车位)
- 浔美工业区(44个车位)
- 富临华城(26个车位)
- 万科城一期北(46个车位)
- 美山小区(40个车位)
- 太平洋花园(52个车位)
- 丰泽新村南门(34个车位)
- 领SHOW天地办公区(60个车位)
- 泉州监狱(32个车位)
- 后厝(38个车位)
- 金凤屿花苑(44个车位)
- 光明城(50个车位)
- 泉州铁路公司(38个车位)
- 保险大厦(44个车位)
- 东海隧道西侧(42个车位)
- 泉州气象局(44个车位)
- 万达广场(74个车位)
- 华大街道办事处(50个车位)
- 温秀街(30个车位)
- 明珠园(50个车位)
- 东辅路&通源街口(42个车位)
- 中国人民银行(46个车位)
- 澜湖郡(34个车位)
- 金帝商厦(34个车位)
- 侨乡体育馆南门(42个车位)
- 东湖公园东门(44个车位)
- 海外交通史博物馆(42个车位)
- 海城花苑广场(40个车位)
- 东海湾俊园(58个车位)
- 丰泽区政府(50个车位)
- 千亿大厦(50个车位)
- 远太苑(34个车位)
- 泉州软件园(60个车位)
- 海丝文创园(30个车位)
- 北峰街道办事处(50个车位)
- 华大电商园(40个车位)
- 浔美社区(44个车位)
- 泉州市儿童医院(46个车位)
- 霞美村口(48个车位)
- 田边村口(40个车位)
- 海悦府(36个车位)
- 潘山菜市场(42个车位)
- 泉州移动城东分公司(42个车位)
- 云谷小区(48个车位)
- 东云路(46个车位)
- 宝珊花园东门(32个车位)
- 宝珊花园北门(34个车位)
- 滨海华庭(42个车位)
- 冠亚凯旋门(44个车位)
- 泉州广播电视台(32个车位)
- 雷克科技园(42个车位)
- 行政执法局(46个车位)

晋江市
- 中骏四季花城(50个车位)

#### 三轮站点
尚未动工建设

### 二期
尚未动工建设

### 三期
尚未动工建设